# Bee Gees
Bee Gees byla britská hudební skupina, na pomezí popu, rocku a disko založená v 60. letech 20. století. Byla jednou z nejvýznamnějších skupin 20. století. Tvořili ji bratři Barry a dvojčata Robin a Maurice. Rozhlasový moderátor a diskžokej Bill Gates z australského Brisbane, kterému bratry v roce 1960 představil promotér a řidič tamního autokrosu Bill Goode, pojmenoval skupinu původně jako „BGs“ (později změněno na „Bee Gees“) podle iniciál Billa Gooda a Barryho Gibba. Název skupiny nepochází z iniciál „Brothers Gibb“ – spelované jako „Bee Gee(s)“, navzdory všeobecně přijímané domněnce. Bratři spolu naposledy vystoupili na koncertě, zaznamenaném jako televizní show roku 2002, nyní vystupuje Barry Gibb jako sólista.

## Historie
Bratři Gibbové se narodili anglickým rodičům na ostrově Man na Britských ostrovech. V roce 1958 se celá rodina přestěhovala do Austrálie, v té době již vystupovali se svou první hudební skupinou The Rattlesnakes (Chřestýši). Na počátku 60. let vyhrála skupina, zatím složená pouze ze tří bratrů Gibbů, rozhlasovou soutěž a v roce 1963 vydala první singl The Three Kisses Of Love. V roce 1966 se Bee Gees stávají nejpopulárnější hudební skupinou v Austrálii.
Manažer a organizátor koncertů Robert Stigwood rozhodl v roce 1967 o přestěhování skupiny do Velké Británie jako konkurenci známějším Beatles. K Bee Gees se přidávají Vince Melouney a Colin Petersen. Společná nahrávka Spicks And Specks se dostává na vrchol hitparád. Dalšími úspěšnými skladbami jsou vzápětí New York Mining Disaster 1941, To Love Somebody, Holiday a Massachusetts.
V roce 1969 odchází od skupiny Vince Melouney a Robin Gibb vydává sólové album Robin's Reign (1970). Koncem roku 1970 odchází i Colin Petersen a Bee Gees utvářejí opět trio, jako ve svých začátcích. Nová vlna popularity na ně čekala až na konci 70. let, kdy hudební nebe ovládlo disco. Po několika vydaných albech získali v roce 1978 cenu Grammy za hudbu k filmu Saturday Night Fever (česky Horečka sobotní noci).
V 80. letech se členové skupiny věnovali částečně sólovým projektům, skládali hudbu k filmům, ale dále vydávali alba pod hlavičkou Bee Gees.
Dne 12. ledna 2003 zemřel Maurice Gibb nečekaně na komplikace spojené s neprůchodností střev. Zpočátku jeho bratři vyhlásili, že budou pokračovat v hraní pod názvem „Bee Gees“, a budou tak ctít památku zemřelého bratra. Ale později se rozhodli toto jméno nepoužívat, aby reprezentovalo skupinu takovou, jaká byla, když byli bratři společně. Ve stejném týdnu, kdy zemřel Maurice, vyšlo Robinovi jeho sólové album Magnet.
Ačkoliv se mluvilo o vzpomínkovém koncertu pozůstalých bratrů s pozvanými hosty, koncert se neuskutečnil. Barry a Robin pokračovali v práci nezávisle na sobě a oba vydávají nahrávky s různými umělci.
Bee Gees mají svou hvězdu na Hollywoodském chodníku slávy.
Dne 20. května 2012 zemřel Robin Gibb na rakovinu jater a tlustého střeva.
V září a říjnu 2013 uskutečnil Barry Gibb své první sólové turné na počest svých bratrů a celoživotního hudebního díla.
Zajímavostí je, že jedna z nejznámějších písní skupiny Stayin' Alive se využívá také jako resuscitační písnička, pomocí které se zdravotníci učí správné tempo při nepřímé masáži srdce.

## Členové skupiny

### Původní složení
- Barry Gibb – zpěv, kytara
- Robin Gibb – zpěv
- Maurice Gibb – zpěv, basová kytara, klávesy

### Ostatní členové
Tito hudebníci byli považováni za členy skupiny:
- Vince Melouney – kytara (1967–1968)
- Colin Petersen – bicí (1967–1969)
- Alan Kendall – kytara (1971–1980, 1987–1999)
- Dennis Bryon – bicí (1974–1980)
- Blue Weaver – klávesy (1975–1980)
- Stephen Gibb – kytara (1998)

Zde jsou někteří další hudebníci, kteří doprovázeli Bee Gees na koncertech a ve studiu:
- Carlos Alomar – kytara
- Ray Barretto – bonga
- Reb Beach – kytara
- Tony Beard – bicí
- Michael Bennett – klávesy
- Matt Bonelli – baskytara
- Tim Cansfield – kytara
- David Foster – klávesy
- Stephen Gibb – kytara
- Reggie Griffin – kytara
- Adrian Hales – bicí
- Steve Jordan – bicí
- Manu Katché – bicí
- Jim Keltner – bicí
- Robbie Kondor – klávesy
- Rhett Lawrence – syntezátor
- Mike McEvoy – klávesy/kytara
- John Merchant – klávesy
- Marcus Miller – baskytara
- Tim Moore – klávesy
- Nick Moroch – elektrická kytara
- Russ Powell – baskytara
- Pino Palladino – baskytara
- George "Chocolate" Perry – baskytara
- Greg Phillinganes – klávesy
- Steve Rucker – bicí
- Raphael Saadiq – baskytara, kytara, programovatelné bicí, zpěv
- Marc Schulman – kytara
- Steve Skinner – syntezátor
- Ben Stivers – klávesy
- Michael Thompson – kytara
- Peter-John Vettese – klávesy
- Waddy Wachtel – kytara
- Jeff Porcaro – bicí

## Oficiální diskografie

### Alba
- 1967 – Bee Gees First
- 1968 – Horizontal
- 1968 – Idea
- 1969 – Odessa
- 1970 – Cucumber Castle
- 1971 – 2 Years On
- 1971 – Trafalgar
- 1972 – To Whom It May Concern
- 1973 – Life In A Tin Can
- 1974 – Mr. Natural
- 1975 – Main Course
- 1976 – Children Of The World
- 1979 – Spirits Having Flown
- 1981 – Living Eyes
- 1987 – E.S.P.
- 1989 – One
- 1991 – High Civilization
- 1993 – Size Isn’t Everything
- 1997 – Still Waters
- 2001 – This Is Where I Came In

### Kompilace
- 1969 – Best Of Bee Gees
- 1973 – Best Of Bee Gees, Volume 2
- 1979 – Bee Gees Greatest
- 1990 – Tales From The Brothers Gibb, A History In Song 1967–1990
- 1996 – The Very Best Of The Bee Gees
- 2001 – Their Greatest Hits, The Record
- 2004 – Number Ones
- 2005 – Love Songs
- 2006 – The Studio Albums 1967–1968

### Live nahrávky
- 1977 – Here At Last, Bee Gees Live
- 1998 – One Night Only

### Filmová hudba
- 1971 – Melody
- 1977 – Saturday Night Fever
- 1978 – Sgt. Pepper’s Lonely Hearts Club Band
- 1983 – Staying Alive